# Walter Jorz
Walter Jorz (mort à Lincoln en 1321) était un dominicain anglais, archevêque d'Armagh.

## Biographie
Son frère, Robert de Jort, était shérif des comtés de Nottinghamshire et de Derbyshire, ainsi que knight of the shire, en 1305. Il a eu au moins deux autres frères Thomas Jorz cardinal de Sainte-Sabine et Roland Jorz, également dominicain. Ce dernier devint archevêque d'Armagh à la suite de son frère.
En 1300, il était membre du couvent dominicain d'Oxford. En 1307, Clément V nomma Walter archevêque d'Armagh, primat d'Irlande. Cette nomination provoqua le courroux du jeune roi Édouard II d'Angleterre qui pénalisa Walter d'une amende de 1000 £ affirmant que cette nomination était préjudiciable à la couronne d'Angleterre. L'amende fut payée au prieuré de Lenton mais ce ne fut pas assez pour Édouard II qui finit par obtenir la démission de Walter en 1311. Il fut remplacé par son frère Roland Jorz.
Walter termina ses jours à Lincoln et fut inhumé dans l'église du couvent dominicain de Lincoln en février 1321 comme l'indiquent les termes de ses dernières volontés.

## Ouvrages
3 ouvrages théologiques lui sont attribués : Promptuarium Theologiae, De peccatis in genere,
Questiones variae.